# Santa Rita Corozal
El yacimiento de Santa Rita Corozal se encuentra situado en (y alrededor de) la actual ciudad de Corozal, en el norte de Belice, en la zona media de la península del Yucatán y, por lo tanto, en el área cultural maya; más concretamente en la bahía de Chetumal.
Los primeros restos arqueológicos fueron hallados por Thomas Gann, en 1894. El yacimiento presenta una larga ocupación, desde aproximadamente el Preclásico Temprano hasta el Postclásico Tardío, siendo esta última etapa la que mayor número de restos presenta, pudiendo ser vistos en todos los sectores hasta la fecha conocidos de Santa Rita.
Conviene saber, por un lado, que el sitio fue abandonado en su momento rápidamente gracias a lo cual en algunos edificios concretos se ha encontrado un mayor volumen de restos; y por otro, que el sitio había sido parcialmente destruido en los últimos siglos, debido fundamentalmente a que, como nos comentan Diane Z. Chase y Arlen F. Chase, sus materiales fueron usados para la construcción de diversos edificios en la ciudad de Corozal.

## Descripción General
La distribución de los edificios en este poblado seguía, por lo general, unas líneas concretas; respecto a las zonas de viviendas, suele haber una serie de edificios levantados en torno a una especie de plaza; respecto a ello, cabría destacar algunos grupos residenciales que formaban verdaderos palacios que incluían santuarios y que seguramente poseían algunas funciones administrativas. El resto de viviendas consistían en pequeños habitáculos de pequeñas dimensiones, o bien edificios de mayor tamaño que probablemente integraban varias habitaciones de carácter modesto.
Sobre los enterramientos, la mayor parte se encuentra detrás de las estructuras o las plataformas. Evidentemente, las tumbas más ricamente ornamentadas son las de las elites.

## Evolución histórica
A la hora de analizar detalladamente y desde un punto de vista arqueológico el poblado de Santa Rita Corozal, se ha establecido un orden cronológico, para así poder exponer de un modo racional el gran número de restos que allí se han encontrado.

### Preclásico Temprano (1200-900a.C.)
Es en esta época cuando aparecen los primeros restos de Santa Rita. Buenas muestras de ello son veintidós tumbas (alrededor de la mitad corresponden a este periodo), halladas en la Estructura 134, la cual se levanta sobre una plataforma. Allí había varios objetos de esa época, destacando dos vasijas de cerámica, unos collares y unos brazaletes. Además, el edificio presenta varias subestructuras, donde se han encontrado varios de estos enterramientos, con sus respectivos ajuares. Respecto a esta etapa, los doctores Diane Z. Chase y Arlen F. Chase creen que, en esta época, Santa Rita no superaría los 150 habitantes.

### Preclásico Medio (900-300a.C.)
Las principales evidencias son un total de cinco tumbas presentes en las Estructuras 134 y 92. De esta última se conserva, además, una alineación de piedras sobre una plataforma, que muestra cómo era el edificio.

### Preclásico Tardío (300a.C.-200d.C.)
Respecto a este periodo, podemos destacar que la población debió aumentar considerablemente (hasta unos 1.000 habitantes), teniendo en cuenta que en más de doce edificios se han descubierto restos de dicha etapa, fundamentalmente tumbas y cerámicas. Si hablamos de hallazgos concretos, cabría destacar la Estructura 182; al comenzar a excavarlo, se encontraron varios elementos datados en el Postclásico, pero su importancia radica en lo hallado en un nivel inferior, esto es, una construcción circular, varios depósitos de cerámicas y una tumba, todos ellos de finales del Preclásico. Otro resto de esta época es la Estructura 189.

### Protoclásico (200-300)
Hay algunos vestigios de edificios en las zonas que en el anterior periodo habían estado desocupadas, lo que significa que había más habitantes.

### Clásico Temprano (300-550)
Se sabe que en esta etapa la población alcanzó ya los 1.500 habitantes aproximadamente. Es ahora cuando se construyen los primeros ejemplos arquitectónicos monumentales, como es el caso de la Estructura 7; con 13 metros de altura, era el túmulo más alto de Santa Rita. En dicho edificio se conservan más de trece tumbas, destacando tres de ellas por su suntuosidad, ya que, junto al cadáver había , conchas, pendientes de jade, varios tipos de cerámicas, cuentas de spondylus, etcétera. Un dato relevante sobre este edificio es que se considera la posibilidad de que fuera una especie de templo, o incluso como un depósito de cadáveres, dado el gran número de tumbas que en él hay y la decoración relativa al inframundo que hay en algunas partes. Aparte, existen otros depósitos interesantes a nivel arqueológico, entre ellas las Estructuras 69 y 135.

### Clásico Tardío (550-900)
De nuevo vemos con claridad una ampliación de los límites del poblado y el consecuente aumento del número de restos, habiendo contabilizado Diane Z. Chase y Arlen F. Chase entre ellos hasta 28 tumbas.

### Clásico Terminal/Postclásico Temprano (900-1200)
Al parecer, fue un periodo de decadencia general en la región, algo que, en mi opinión, corrobora el hecho de que la cantidad de restos es notablemente menor y que los enterramientos sean menos ostentosos.

### Postclásico Tardío (1200-1530)
Respecto a esta etapa, se debe hacer una división en dos fases, en función del grado de ocupación de Santa Rita. De este modo, de la primera etapa (1200-1300) solo nos han llegado cuatro construcciones y cuatro enterramientos; por estas fechas, la población total se ha determinado en unos 1800 habitantes.
Ahora bien, es en la segunda etapa (1300-1530) cuando queda manifiesta la importancia que tuvo Santa Rita Corozal, ya que hasta 35 estructuras y 38 enterramientos (64 individuales) pertenecen a esta época. La población se estima ya en 6.800.
Una de ellas es la Estructura 58, la cual, al excavarla posibilitó el descubrimiento de la Plataforma 1, larga y con señales de haber tenido un pequeño edificio sobre ella. En unos depósitos del edificio se encontró una cerámica modelada; representa, en la parte superior, a un hombre con barba que sobresale de dentro de una cabeza de jaguar; la parte inferior nos muestra una concha de caracol.
Otra construcción es la Estructura 212, que presenta uno de los enterramientos más ricamente ornamentados, destacando algunos pendientes de oro, turquesa y obsidiana, así como varios brazaletes y un colgante de jade y spondylus. Además, debajo de este edificio se ha encontrado una tumba del Período Clásico mesoamericano.
La Estructura 74, es otra construcción relevante. Se conservan un grueso muro y el interior en buen estado; allí se han hallado muchos restos de cerámica y objetos de piedra, pero no tumbas. Al sur de este edificio se encuentra la Plataforma 2, con unas medidas de 47 por 40 metros, y un grosor de un metro. Sobre ella descansan las Estructuras 73, 76 y 80. Alrededor de dicha plataforma se han encontrado varios depósitos de restos, destacando entre ellos algunos ejemplos de cerámica de tipo Cohokum, un alineamiento de tres piedras que seguramente pertenecía a un antiguo altar, nueve enterramientos, dos construcciones del Postclásico y nueve copas con forma de caras. De pequeño tamaño es la Estructura 36, de la cual destaca una figura de gran tamaño representando un monstruo terrestre, en cuya boca había otra más pequeña, similar a la mencionada de la Estructura 58.
Una de las, por así decirlo, joyas de Santa Rita, es la Estructura 81. Localizada en el noreste del poblado, mide unos 8,5 por 36 metros, a lo que se suma un pequeño terraplén delante; se la considera una de las muestras arquitectónicas más importantes. Seguramente fue tanto lugar de residencia como de actividades rituales. Presenta un gran número de habitaciones, un santuario interior y muchas cerámicas, especialmente en este último sitio, lo que se ha interpretado como ofrendas a dioses. También encontramos allí una tumba que contenía los cadáveres de dos adultos, rodeados de cerámicas.
Una vez analizadas las estructuras principales del complejo, se hace necesario comentar, brevemente, los incensarios hallados en Santa Rita. Se pueden distinguir dos tipos, uno antropomorfo (Modelado Kol ), y otro consistente en simples tazas de base circular (Modelado Pum). Los primeros pueden resultar más interesantes ya que nos muestran varias imágenes (desde dioses a antiguos ancestros importantes), aunque su identificación con un dios resulta difícil por la pérdida de los colores y atributos pintados; no obstante, actualmente se cree que algunos representan a los dioses Chaak, K´awiil, Itzamnaaj y, posiblemente, Quetzalcóatl. Además, se han encontrado parejas de ellas en las Estructuras 2, 5, 6, 17 y 81.

## Pintura mural
Realmente, serían necesarias varias páginas para poder describir los murales de Santa Rita; y es que son unos de los ejemplos pictóricos más significativos en la América Prehispánica debido a que, por un lado, aparecen en un contexto aislado, y por otro, muestran una combinación única de estilos, desde distintas variantes mayas hasta tendencias toltecas, mixtecas, mixteca-puebla y/o mexica.
Estos murales fueron datados por Thomas Gann en los siglos XIV y XV, después de que los hallase en la Estructura 1; las más importantes son las de los muros este, oeste y norte.
En las imágenes predominan los colores rojo, amarillo, azul, verde, negro, blanco y gris. Evidentemente, como en la mayoría de los ejemplos pictóricos mayas, existe una gran diversidad de formas, ya que si bien son las deidades las que más nos interesan y las que, de hecho, predominan, también podemos observar animales, pájaros, elementos arquitectónicos, objetos varios, etcétera. Aparte, cabe reseñar la presencia de representaciones de eclipses solares en un lado del muro norte, así como de algunos jeroglíficos mayas. Mención aparte merecen las manos y los pies, ya que por su configuración y forma son distintas a otras representaciones del arte mesoamericano.
Uno de los problemas que presentan es la identificación de las divinidades pintadas, ya que si bien algunas presentan las características propias de un dios concreto, otras pueden interpretarse de distintos modos. En este sentido, Mejía Vázquez defiende la hipótesis de que en una escena se ve una danza ritual con motivo de un sacrificio colectivo de dioses.
Desde 1990 el proyecto La pintura mural prehispánica en México del Instituto de Investigaciones Estéticas de la Universidad Nacional Autónoma de México, se dedica al registro y estudio de los murales precolombinos, como los de Santa Rita Corozal.

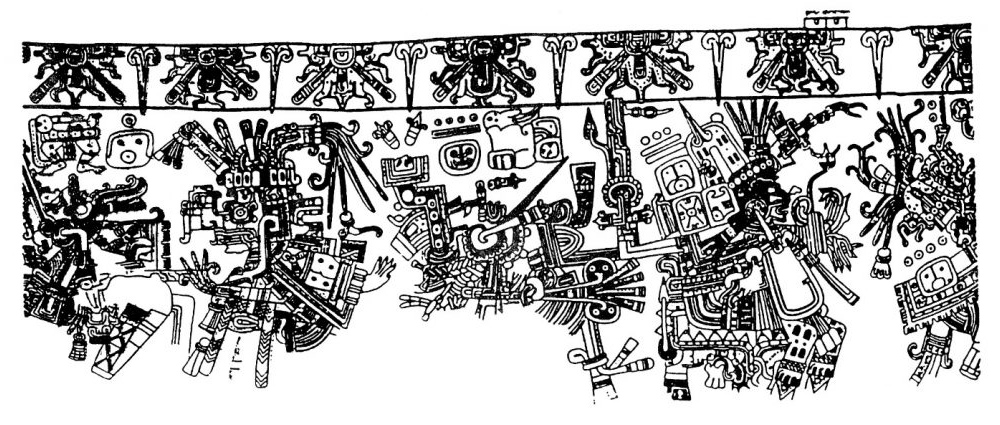
Dibujo de un mural en Santa Rita. Publicado por primera vez por Thomas Gann en 1900 (Pl. XXIX).